# Nagelkrabba
Nagelkrabba (Thia scutellata) är en liten krabba som förekommer i nordöstra Atlanten, inklusive Nordsjön, och i Medelhavet. Den har ett grävande levnadssätt och förekommer på sandiga mjukbottnar, gärna sådana bottnar med lite grövre sand, på 10–45 meters djup. Krabban är inte mer än 25 millimeter stor mätt över ryggskölden och oftast är den bara knappa 20 millimeter. Ryggskölden är karaktäristisk hjärtformad och rosaaktigt fläckig. Längs kanten på ryggskölden finns tätt med hår och även krabbans ben är delvis behårande. Benen och saxklorna kan vara ljust rosaktiga liksom ryggkölden, men de kan även vara vita. Hanen har större saxklor än honan. 
Nagelkrabban är den enda nu levande arten i sitt släkte. Dess släktnamn Thia är grekiskt och betyder "glädje" eller "lycka". Dess artepitet scutellata kommer från latinet och betyder "med liten sköld".
Eftersom den lever på bottnar kan den hotas av bottentrålning. På den svenska rödlistan är den klassad som sårbar och arten är sällsynt i svenska vatten.